# Plagiochila killarniensis
Plagiochila killarniensis là một loài rêu trong họ Plagiochilaceae. Loài này được Pearson mô tả khoa học đầu tiên năm 1905.